# Muzeum Miejskie w Pyskowicach
Muzeum Miejskie w Pyskowicach – muzeum mieszczące się w Pyskowicach. Placówka działa w ramach Miejskiego Ośrodka Kultury i Sportu i ma swą siedzibę w pochodzącym z 1822 ratuszu miejskim.
Placówka powstała w 2003 w wyniku wieloletnich starań pana Władysława Macowicza, emerytowanego nauczyciela i pasjonata historii.
Obecnie na muzealną ekspozycję składają się wystawy: historyczna, prezentująca dzieje miasta, a także ratusza oraz mineralogiczna, w ramach której prezentowane są minerały i skamieliny.
Muzeum jest obiektem całorocznym, czynnym z wyjątkiem poniedziałków. Wstęp jest wolny.
W III kwartale 2016 miejsce formalnie zmieniło nazwę na Centrum Wystawiennicze. Wraz z Centrum Wystawienniczym w Ratuszu funkcjonuje Galeria Podcień, w ramach której są prezentowane dzieła różnych artystów.
Oprócz stałych wystaw są pojawiają się tutaj również okresowe wystawy historyczne o różnej tematyce.
W Muzeum przygotowano ponad sześćdziesiąt wystaw okolicznościowych przedstawiających różne aspekty historii tak lokalnej (np. „Legendy związane z historycznymi dziejami Pyskowic”, „Kresowianie – Mieszkańcy Pyskowic” czy „Dzieje Pyskowic po wkroczeniu Rosjan w styczniu 1945 roku”), jak i regionalnej ogólnej.